# Combat de Navas de Membrillo
Guerre d'indépendance espagnole
Batailles
- Olivença (01-1811)
- Gebora (02-1811)
- Campo Maior (03-1811)
- 1re Badajoz (04-1811)
- Fuentes de Oñoro (05-1811)
- Albuera (05-1811)
- Usagre (05-1811)
- Cogorderos (06-1811)
- Carpio (09-1811)
- El Bodón (09-1811)
- Aldeia da Ponte (09-1811)
- Arroyomolinos (10-1811)
- Tarifa (12-1811)
- Navas de Membrillo
- Almagro (01-1812)
- 2e Ciudad Rodrigo (01-1812)
- 2e Badajoz (03-1812)
- Villagarcia (04-1812)
- Almaraz (05-1812)
- Maguilla (06-1812)
- Arapiles (07-1812)
- García Hernández (07-1812)
- Majadahonda (08-1812)
- Retiro (08-1812)
- Madrid (08-1812)
- Burgos (09-1812)
- Villodrigo (10-1812)
- Tordesillas (10-1812)
- Alba de Tormes (11-1812) (es)
- San Muñoz (11-1812)

Le combat de Navas de Membrillo se déroule le 29 décembre 1811 à Navas de Membrillo, près de Mérida, dans le cadre de la guerre d'indépendance espagnole. Il oppose un détachement d'infanterie français commandé par le capitaine Neveux à la cavalerie britannique du général Rowland Hill. Au cours de l'affrontement, les fantassins français formés en carré infligent un revers significatif aux cavaliers légers anglais.

## Contexte
À la toute fin de l'année 1811, le vicomte de Wellington, commandant en chef des armées anglo-portugaises, veut distraire l'attention des troupes du maréchal Soult occupées par le siège de Tarifa. En conséquence, il ordonne au général Rowland Hill de mener un raid contre la 5e division française du général Dembowski en position à Mérida. Hill rassemble 12 000 hommes, entre en Espagne le 27 décembre et dès le 28, atteint le village de La Rocca à une trentaine de kilomètres de la ville. Simultanément, un petit contingent français se dirige dans cette direction afin de trouver des approvisionnements. Il se compose de trois compagnies du 88e régiment d'infanterie de ligne commandées par le capitaine Neveux et d'un détachement de hussards, pour un total d'environ 400 hommes.

## Déroulement du combat

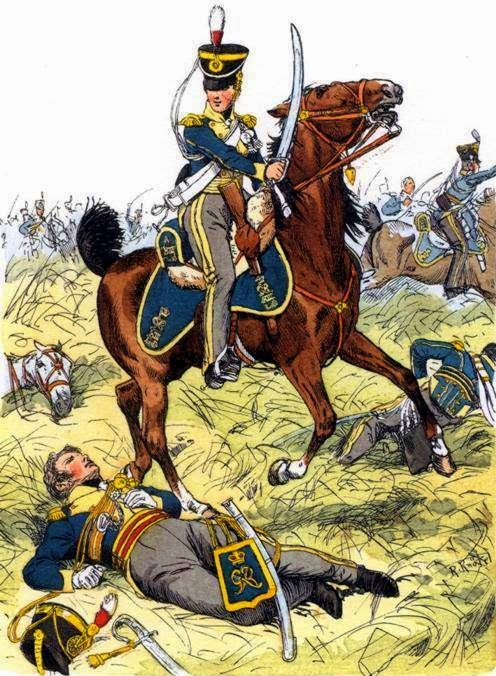
Dragons légers britanniques à la charge, par Richard Knötel. Le 13e Light Dragoons participe avec deux escadrons à la charge de Navas de Membrillo, le 29 décembre 1811.

Le 29 décembre, l'avant-garde du corps de Hill tombe sur le détachement de hussards français non loin du village de Navas de Membrillo. Ces derniers donnent rapidement l'alarme auprès du capitaine Neveux qui décide de se replier vers Mérida. À la vue de ce mouvement, le général Hill, dont l'infanterie n'est pas encore arrivée, demande à sa cavalerie de poursuivre la formation française et de la faire prisonnière. 
Le 2e régiment de hussards de la King's German Legion et deux escadrons du 13e dragons légers s'élancent sur la troupe de Neveux, mais celle-ci s'est formée en carré dans un bois et les assaillants « se sont trouvés dans l'impossibilité d'adopter un véritable ordre de bataille pour charger le carré français, protégé qu'il était par la basse forêt de chênes-lièges ». Désorganisée, la cavalerie légère britannique est repoussée à cinq reprises par le feu bien dirigé des fantassins français. Les hommes de Neveux parviennent ensuite à effectuer tranquillement leur retraite sur Mérida, à peine gênés par le feu de l'artillerie britannique arrivée sur place à la fin de l'engagement.

## Conséquences et analyse
Les Britanniques déplorent 3 tués et 37 blessés, soit au total 20 pertes pour chacun de leurs deux régiments. Rickard donne quant à lui le chiffre de 36 blessés. Les Français ne comptent de leur côté que 2 morts et 9 blessés, uniquement dus à l'action de l'artillerie anglaise. Hill se montre très mécontent du revers de sa cavalerie, le privant de toute chance de succès pour la suite de son expédition. Informé de l'approche du corps de Hill, le général Dembowski abandonne cependant Mérida et fait sa jonction avec le maréchal Soult en Andalousie. Hill investit la place peu après et poursuit sa progression sur le sol espagnol, avant de rétrograder au Portugal quelque temps plus tard.
Le combat de Navas de Membrillo est considéré par l'historien Ian Fletcher, du point de vue britannique, « comme l'un des épisodes de cavalerie les plus décevants de la péninsule » et le compare à l'affaire de Villar de Puerco, disputée en juillet 1810 dans des conditions similaires (charge de cavalerie infructueuse contre de l'infanterie formée en carré). Dans le cas de Navas de Membrillo, la bonne utilisation du terrain par les Français, la compétence du capitaine Neveux et la stricte discipline observée par ses soldats conduisent à un échec britannique, mais ne remettent pas en cause pour autant l'attitude de la cavalerie anglaise qui « ne pouvait pas vraiment se comporter mieux qu'elle ne l'a fait ».